# 広沢晴海
広沢 晴海（ひろざわ せいかい）は、浪曲の名跡。

## 初代
広沢晴海（1897年 - 1986年11月13日）本名、亀喜一郎。
和歌山県和歌山市の生まれ、小学校卒業後魚屋に就職、1910年にその魚屋の社長の縁で2代目広沢虎吉に入門し翌年に広沢晴海の名で初舞台。戦前からラジオで活躍。戦後も長らく活動したが1964年に弟子の小晴海に「晴海」の名を譲り1967年に引退興行を四天王寺会館で行ない引退した。
得意ネタには「相馬大作」「由井正雪」「鼠小僧」など。

## 2代目
広沢晴海（1933年 - 没年不詳）本名、大垣内照。
大阪府大阪市西区の生まれ、1947年に初代に入門し小晴海を名乗る、翌年に徳島県南海座で初舞台。1964年に師匠が引退に伴い「晴海」の名を襲名する。珍しいネタが多く独特のケレン読みを得意とした。得意ネタには「水戸黄門」「天保白浪五人男」や師匠譲りの「相馬大作」など。